# Erzbistum Nampula
Das Erzbistum Nampula (lateinisch Archidioecesis Nampulensis, portugiesisch Arquidiocese de Nampula) ist eine in Mosambik gelegene römisch-katholische Erzdiözese mit Sitz in Nampula. Es umfasst einen Teil der Provinz Nampula.

## Geschichte
Papst Pius XII. gründete das Bistum Nampula mit der Apostolischen Konstitution Sollemnibus Conventionibus  am 4. September 1940 aus Gebietsabtretungen des Erzbistums Lourenço Marques, dem es auch als Suffraganbistum unterstellt wurde. Mit der Bulle Quo efficacius wurde es am 4. Juni 1984 in den Rang eines Metropolitanerzbistums erhoben.
Teile seines Territoriums verlor es zugunsten der Errichtung folgender Bistümer:
- 5. April 1957 an das Bistum Porto Amélia;
- 21. Juli 1963 an das Bistum Vila Cabral;
- 11. Oktober 1991 an das Bistum Nacala.

## Ordinarien

### Bischöfe von Nampula
- Teófilo José Pereira de Andrade OFM (12. Mai 1941 – 17. Februar 1951)
- Manuel de Medeiros Guerreiro (2. März 1951 – 30. November 1966)
- Manuel Vieira Pinto (21. April 1967 – 4. Juni 1984)

### Erzbischof von Nampula
- Manuel Vieira Pinto (4. Juni 1984 – 16. November 2000)
- Tomé Makhweliha SCI (16. November 2000–25. Juli 2016)
- Inácio Saure IMC (seit 11. April 2017)

## Statistik
| Jahr | Bevölkerung | Bevölkerung | Bevölkerung | Priester   | Priester           | Priester         | Priester               | Ständige Diakone | Ordensleute | Ordensleute | Pfarreien |
| Jahr | Katholiken  | Einwohner   | %           | Gesamtzahl | Diözesan- priester | Ordens- priester | Katholiken je Priester | Ständige Diakone | männlich    | weiblich    | Pfarreien |
| ---- | ----------- | ----------- | ----------- | ---------- | ------------------ | ---------------- | ---------------------- | ---------------- | ----------- | ----------- | --------- |
| 1949 | 31.041      | 1.919.767   | 1,6         | 74         | 4                  | 70               | 419                    |                  | 51          | 57          | 4         |
| 1970 | 224.342     | 1.850.000   | 12,1        | 87         | 12                 | 75               | 2.578                  |                  | 105         | 125         | 8         |
| 1980 | 248.752     | 1.973.000   | 12,6        | 44         | 6                  | 38               | 5.653                  | 1                | 56          | 82          | 52        |
| 1990 | 295.340     | 3.003.000   | 9,8         | 46         | 6                  | 40               | 6.420                  |                  | 57          | 115         | 55        |
| 2000 | 261.833     | 2.000.000   | 13,1        | 39         | 17                 | 22               | 6.713                  |                  | 54          | 156         | 36        |
| 2004 | 308.111     | 2.700.000   | 11,4        | 67         | 36                 | 31               | 4.598                  |                  | 82          | 144         | 37        |
| 2013 | 448.289     | 3.474.000   | 12,9        | 76         | 36                 | 40               | 5.898                  |                  | 98          | 161         | 40        |
| 2021 | 561.310     | 4.208.000   | 13,3        | 90         | 56                 | 34               | 6.236                  |                  | 82          | 197         | 40        |